# Urolàgnia
L'urolàgnia (també anomenada urofília o més rarament ondinisme) és l'excitació sexual a través del contacte amb els orins o pixats. Constitueix una parafília sexual. Als ambients populars i del comerç sexual i se la coneix també com a pluja daurada (de l'anglès golden shower), els alemanys parlen de «cava natural» (Natursekt).

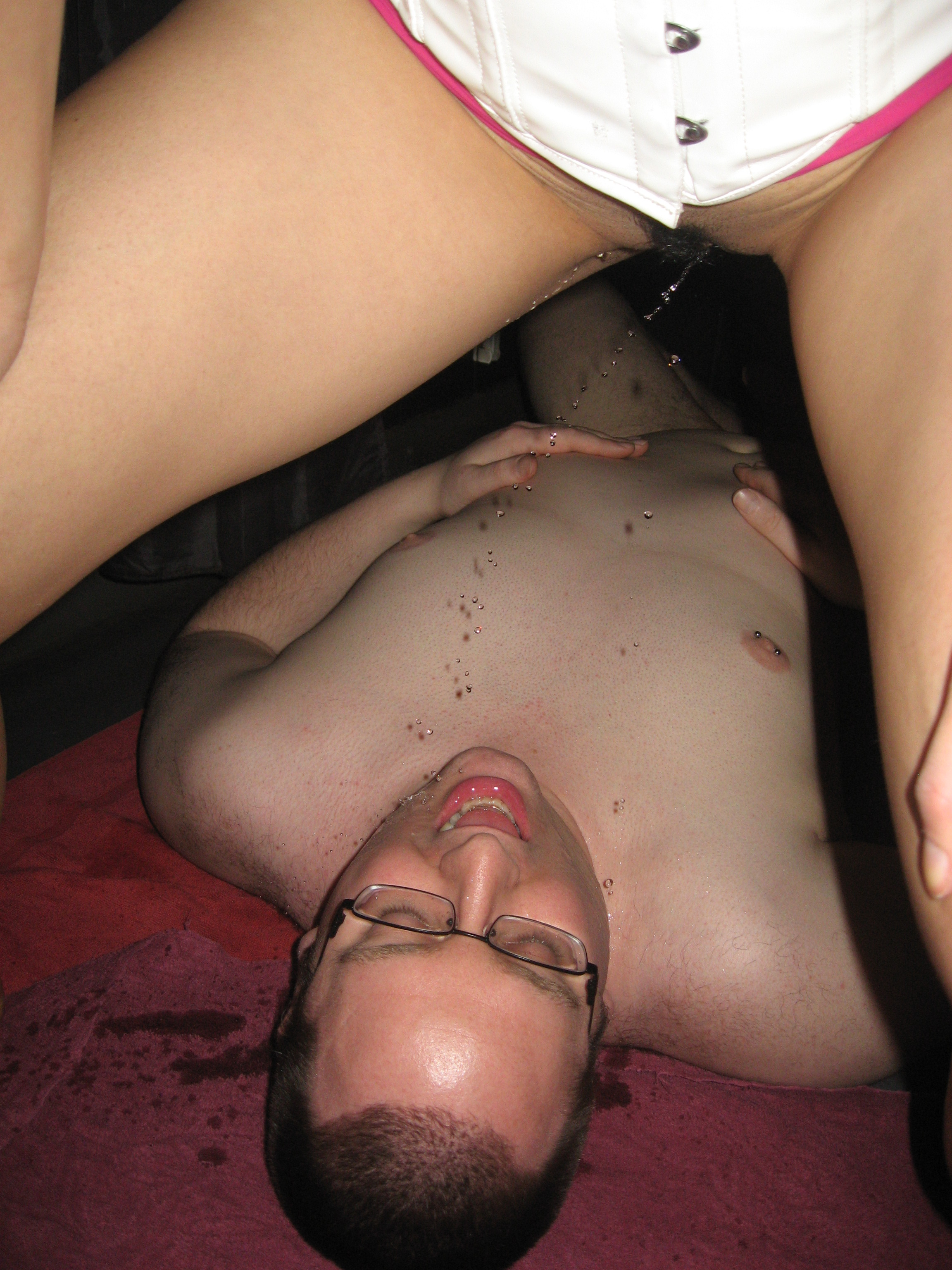

Pot ser activa o passiva. En la modalitat activa el subjecte gaudeix orinant sobre una altra persona, mentre que en la passiva el plaer sexual s'assoleix en rebre o entrar en contacte amb els orins d'altri. La urolàgnia s'associa generalment a pràctiques de caràcter sadomasoquista i de dominació on el practicant actiu és el subjecte dominant i el passiu el sotmès. Les pràctiques urolàgniques poden presentar moltes variants, que van des del simple deler per veure una persona orinar o ensumar els orins aliens, fins a ingerir-los, rebre'ls sobre el cos nu o fins i tot vestit o banyar-se en un recipient ple de pixats.

## Impacte sobre la salut
Des del punt de vista de la salut i del sexe més segur, contràriament a les pràctiques de coprofàgia o coprofília, el contacte amb orina fresca de persones sanes és inofensiu. La feble concentració bacterial prové de bacteris que viuen a la uretra, i que no són pas patogens per a persones sanes. El contacte amb orina vella és desconsellada per què s'infecta ràpidament.
L'orina de persones amb hepatitis A conté llargues concentracions de virus i és força contagiosa. Segons la fundació alemanya de lluita contra el SIDA, AIDS-Hilfe la infecció amb el virus de la immunodeficiència humana (VIH) és poc probable tant que no hi ha cap sang. S'ha trobat virus de VIH, en orina, excrements, saliva, llàgrimes i transpiració, «però en concentracions molt febles i no suficients per a provocar una infecció». No hi ha cap risc al cas de cistitis inflamatòria. Generalment, no s'ha de practicar urolàgnia amb persones malaltes i persones que prenen molts de medicaments. En cas de dubtes, s'aconsella de parlar-ne amb el seu metge o amb un centre de prevenció de malalties de transmissió sexual.
Fins i tot el fet de beure la seva pròpia orina en petites quantitats ha sigut considerat com a panacea universal per alguns terapèutes esotèrics que l'haurien descoberta en cultures primitives llunyanes o que citen un centennari qui preconitza aquesta pràctica com el secret dels seus cent anys. Va ser molt popular en la medicina alternativa dels anys 1980. No hi ha cap estudi científic que provi qualsevol efecte beneficiós. Tot i en casos de penùria d'aigua, quan hom és perdut al mig de l'oceà no és pas un veritable remei, com que l'orina conté una alta concentració de sals, igual que l'aigua de mar. Beguda en pràctiques sexuals, s'aconsella beure molta aigua.
| «                                   | El uombat Ulisses exercita la urolàginia sobre e uacari ultratjat. | » |
| — Òscar Dalmau, Pilarín Bayés, 2016 |                                                                    |   |